# Muselmann

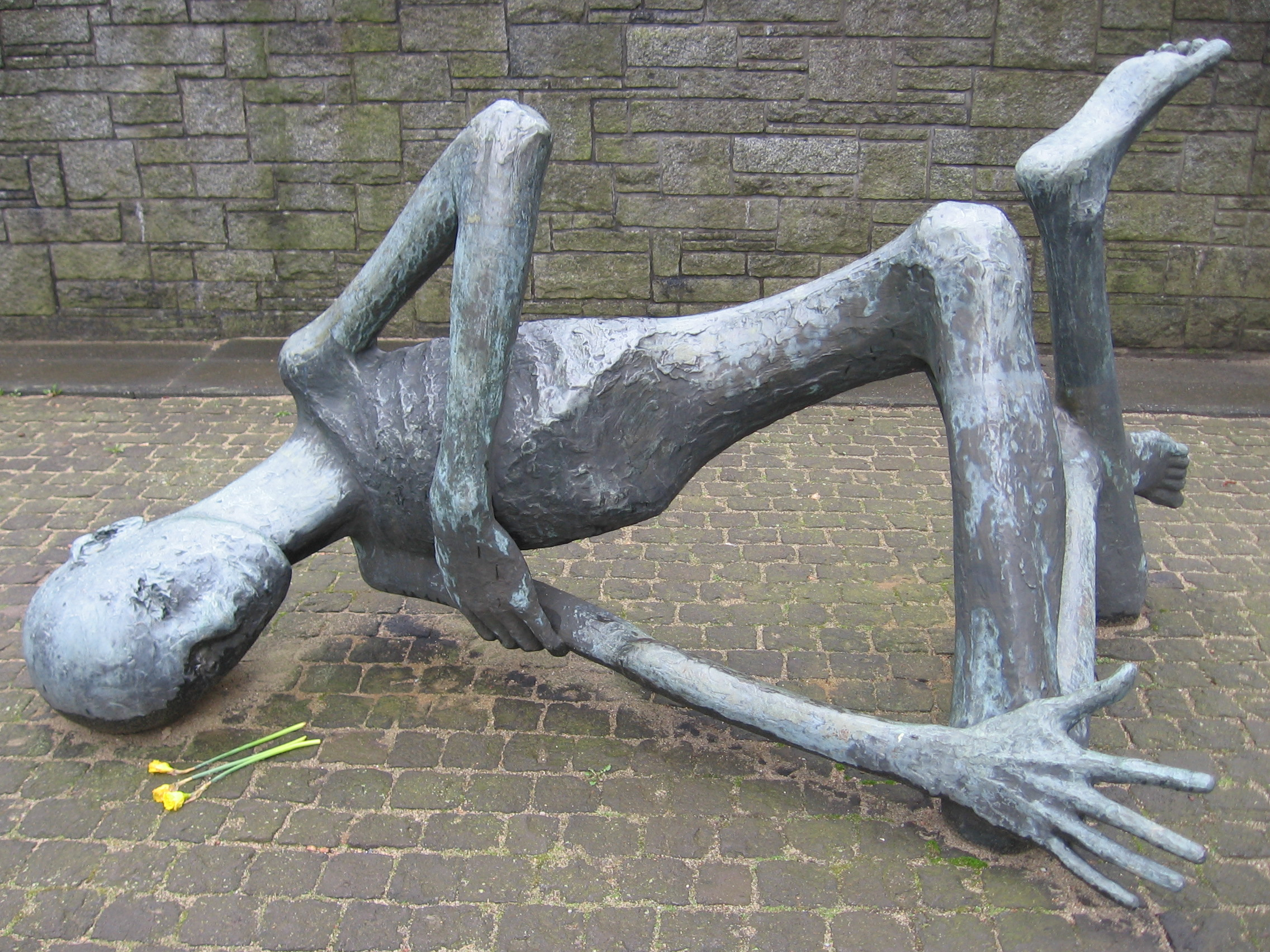
Rzeźba umierającego więźnia na terenie niemieckiego obozu koncentracyjnego Neuengamme

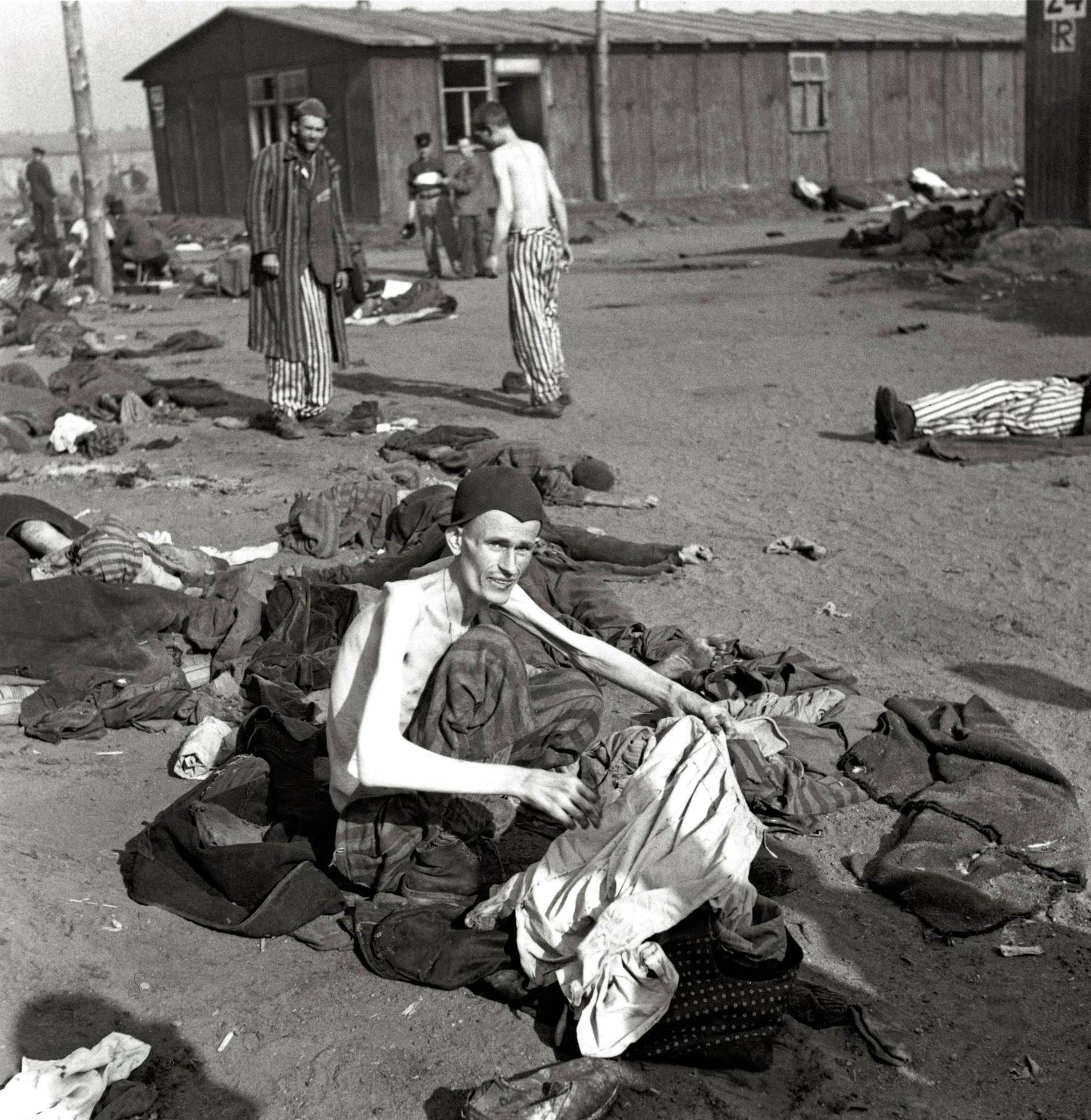
Więzień opisany jako „żywy trup” w wyzwolonym niemieckim obozie koncentracyjnym Bergen-Belsen

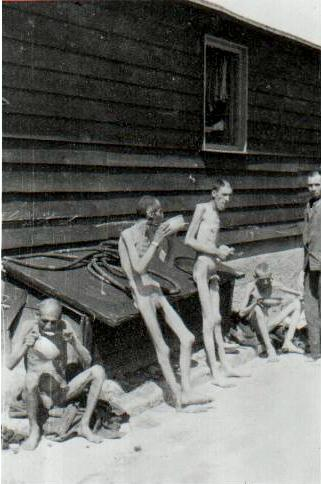
Więźniowie niemieckiego obozu koncentracyjnego Gusen bezpośrednio po jego wyzwoleniu

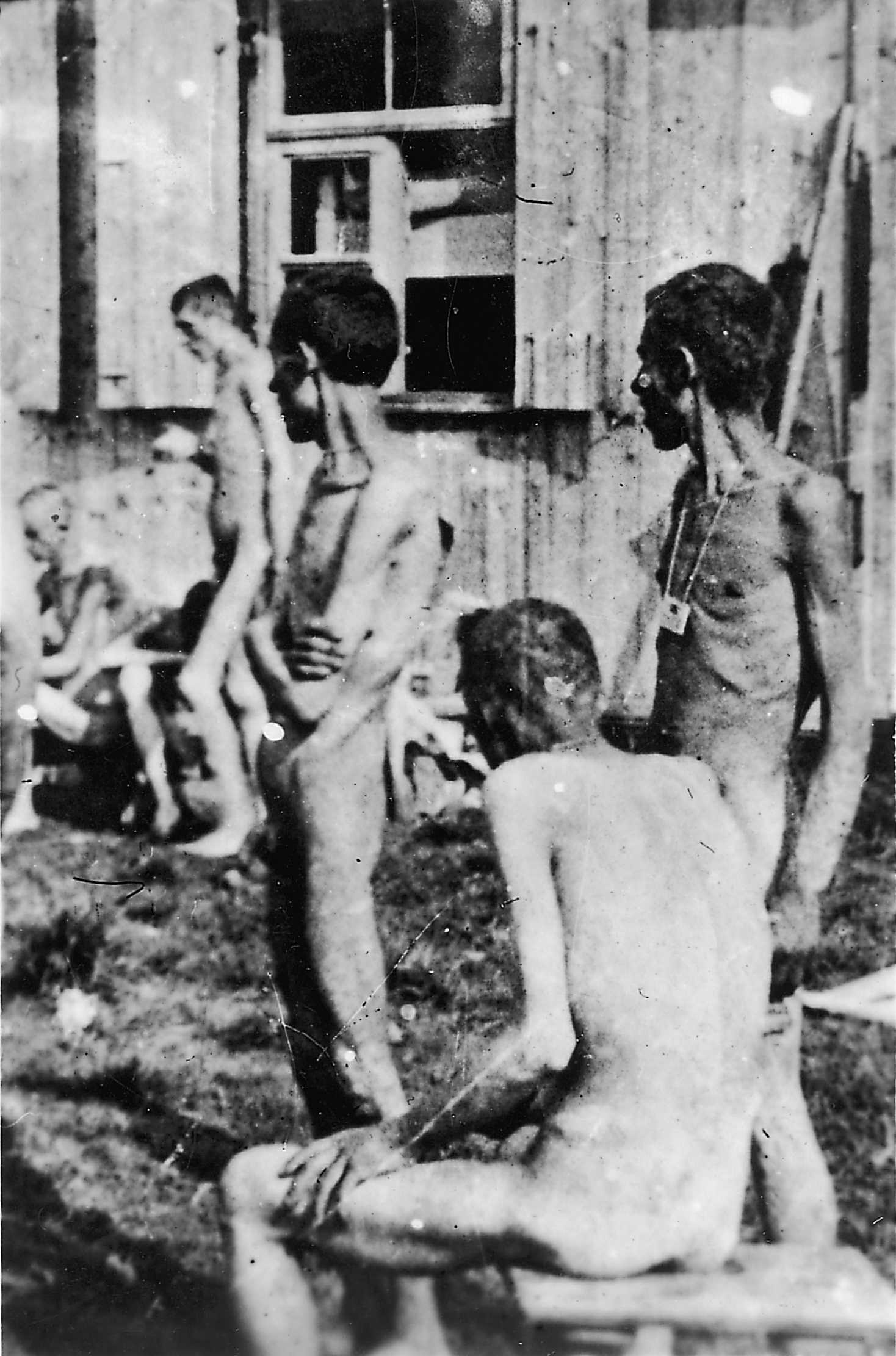
Więźniowie niemieckiego obozu koncentracyjnego Buchenwald bezpośrednio po jego wyzwoleniu

Muselmann (pol. muzułman) – więzień niemieckiego nazistowskiego obozu koncentracyjnego, który w wyniku panujących w nim warunków takich jak głodzenie, wyniszczenie przez pracę i obozowy terror popadł w stan skrajnego, fizycznego i psychicznego wyniszczenia.

## Nazwa
Słowo „Muselmann” (liczba mnoga „Muselmänner”, pol. muzułmani) trafiło do obozowego żargonu z języka niemieckiego; jego polskim odpowiednikiem jest słowo muzułman wymyślone przez polskich więźniów. 
Etymologia tej nazwy nie jest jednoznacznie wyjaśniona. Może pochodzić od niezdolności do stania z powodu wyczerpania i wywołanego głodem zaniku mięśni nóg, zmuszając „muselmanna” do spędzania dużej części czasu w pozycji leżącej, co mogło przywołać obraz islamskiej praktyki pokłonu podczas modlitwy. Austriak Viktor Frankl, który przeżył pobyt w Auschwitz-Birkenau, napisał w swoich wspomnieniach, że termin ten został po raz pierwszy użyty przez więźniów w odniesieniu do obozowych kapo, ponieważ dla nich określenie „muselmann” było islamofobiczne i kojarzyło się z barbarzyństwem. Niemiec Eugen Kogon, który przeżył pobyt w Buchenwaldzie napisał, że termin ten pochodzi od członków obozowego personelu nazistowskiego, którzy przypisywali widoczną apatię „muselmanna” islamskiemu fatalizmowi.

## Wygląd i zachowanie
Charakterystyka muzułmana: okres początkowy, zwiastunowy, brak dostosowania się do warunków obozowych. Ogólna niezaradność, spowolnienie, trudności adaptacyjne w szerokim tego słowa znaczeniu. Narastający głód i walka o zdobycie jedzenia, bez rozeznania, co się je i jak się je (rzucanie się na beczki po rozdaniu zupy, na odpady z kuchni, wszelkiego rodzaju zielska – straszna walka o cokolwiek do jedzenia). Brak krytycyzmu i właściwej oceny, co wolno, a czego nie. Stała utrata sił fizycznych i co z tego wynika – niewydolność w pracy, fizyczne wyczerpanie i różnego rodzaju okaleczenia wywołane nieumiejętnością posługiwania się narzędziami, nieekonomiczny wydatek i rozkład sił. Urazy fizyczne zadawane przez esesowców, kapo i innych funkcyjnych prowadziły w tym stanie do śmierci. W dalszym okresie byli niezdolni do pracy i kołatali się po obozie «jak zaszczute psy», pozorowali pracę, słaniali się, chodzili zataczając się jak pijani, otępiali. Nie docierały do nich żadne słowa, polecenia, rozkazy... Oczy błyszczące, szeroko otwarte, przerażające. Usta częściowo otwarte, oddech krótki, powierzchowny. Zaniki tkanki podskórnej i mięśni. Kości pokryte skórą suchą, szorstką, bardzo często pokrytą strupami, owrzodzeniami, świerzbem. Widziało się muzułmana tuż przed śmiercią kurczowo trzymającego pajdkę chleba w ręce i broniącego się niby przed ewentualnym zabraniem mu go; padał i nie żył.

„Muselmann” znajdował się na najniższym szczeblu obozowej drabiny społecznej, bowiem traktowano go tak, jakby już umarł. Przez swoją obojętność i błędne postrzeganie otoczenia, całkowicie alienował się ze społeczności więźniów, których pierwszą reakcją na jego wygląd i brud było obrzydzenie oraz wstręt, jednak współwięźniowie nie uważali go za chorego psychicznie. Charakterystyczną cechą „muselmanna” była bierność i uległość, gdyż pozwalał się brutalnie traktować, bić i zastraszać, nie stawiając najmniejszego oporu. Bolesny uraz nie wywoływał u niego żadnych odruchów obronnych i nie powodował żadnej naturalnej reakcji. Wyczerpanie i obojętność powodowały, że „muselmann” nie był w stanie popełnić samobójstwa, przy czym przypadki samobójstw zdarzały się tylko w początkowej fazie, gdy stan fizyczny więźnia mógł mu jeszcze umożliwiać odebranie sobie życia.

Analizując siebie i swój stan w tym okresie, zastanawiałem się, jak się to stało, że to wszystko przetrzymałem, mimo że byłem wówczas «chodzącym trupem», powłóczącym opuchniętymi nogami. Spuchnięte były nie tylko nogi, ale po prostu całe ciało. Spuchnięta była nawet głowa. Gdy palcem nacisnąłem skórę na czole, to powstawał dołeczek, jakbym naciskał policzek, tylko, że odkształcenie ustępowało bardzo powoli. Gdy wchodziłem do bloku, to przy robieniu kroków na wyższy schód, musiałem nogi rozstawiać na boki, gdyż zginanie w kolanach było bardzo trudne. Tacy opuchnięci z trudem poruszali nogami, chodzili jak na szczudłach, często padali, zahaczając drewniakami o wystający kamyczek lub nierówność gruntu. Ci podpadali najczęściej u funkcyjnych (...). Wówczas jakbym nie zdawał sobie w pełni sprawy z powagi sytuacji, nie analizowałem tego, czym mi to grozi, wegetowałem w lagrze «aby do jutra»... Pewnego dnia zauważyłem, że mocz mój jest dziwnie czerwony. Po kilku dniach wydawało się, że zamiast moczu idzie sama krew. Wszystko to jednak jakby nie docierało do mojej świadomości, nie dopuszczałem myśli, że mogę się wykończyć i z uporem maniaka wierzyłem, że przetrwamy. Jedno, co mobilizowało mnie ciągle do działania, to chyba głód i zimno.